# Населённый пункт при Щекинском руднике
при Щекинском руднике — упразднённый населённый пункт в черте посёлка Огарёвка в Щёкинском районе Тульской области России. Возник как населённый пункт при Щекинском руднике и в 1933 году объединён с селением Огарёвка в один населённый пункт.

## География
Расположен примерно в 11 км к юго-востоку от железнодорожной станции города Щёкино.

## История
20 июля 1933 года Президиум ВЦИК постановил: «Населённый пункт при Щекинском руднике, Щекинского района, и селение Огаревку, того же района, объединить в один населённый пункт, отнеся его к категории рабочих поселков. Вновь образованному рабочему поселку присвоить наименование „Огаревка“».

## Инфраструктура
Развитие посёлка было связано с Щекинским рудником и добычей бурого угля (Подмосковный угольный бассейн). В настоящее время угледобыча прекращена.

## Транспорт
Посёлок доступен автотранспортом по региональной автодороге 70К-389. Остановка общественного транспорта «Шахта № 8».